# T-模式
T-模式（也叫做约定T）是位于 Alfred Tarski 的真理的语义理论的任何实现的核心位置的归纳定义，表达了真理在逻辑运算符上的交换性。
T-模式经常用自然语言表达，但它们很容易接纳多类谓词逻辑或模态逻辑的形式化；比如叫做 T-理论的公式化。T-理论构成了哲学逻辑中很多基础工作的基础，它们被应用于分析哲学中很多重要争论。它们也是在模型论背后的基础直觉；或者说模型论实现了它们。